# Милан Лазаревић (фудбалер)
Милан Лазаревић (Милићи, 10. јануар 1997) српски је фудбалер који тренутно наступа за Партизан.

## Каријера
Лазаревић је фудбалом почео да се бави у родним Милићима, да би преласком у Нови Сад школовање наставио у истоименом клубу. Након тога прелази у академију фудбалског клуба Војводина, наступајући за омладинску екипу до краја 2015. године. Почетком наредне године прослеђен је локалном Пролетеру, где је своје прве сениорске наступе забележио у Првој лиги Србије. Први гол у својој професионалној каријери, Лазаревић је постигао 8. маја 2016. године у победи од 3 : 1 над екипом Слоге из Петровца на Млави. Лета исте године приступио је првом тиму Војводине, али се убрзо вратио у Пролетер. Ту је провео још годину дана као уступљени играч матичне Војводине. После захтева да напусти клуб, Лазаревић је отишао из Војводине на крају календарске 2019. Недуго затим потписао је за Рад. Неколико месеци у другој половини 2021. провео је у Лијепаји. Средином јануара 2022. вратио се у Војводину и потписао уговор на две и по године.

## Репрезентација
Почетком 2017. године, Лазаревић је добио позив Илије Петковића у репрезентацију Србије до 20 година старости. За ову селекцију дебитовао је 28. марта у утакмици против Украјине, да би касније, током године, наступао и код селектора Милана Обрадовића у утакмицама против Израела и Грчке.

## Статистика

### Клупска
Ажурирано 6. новембра 2023.
|                   |          |                    |     |   |    |   |   |   |   |   |     |   |  |  |
| Пролетер Нови Сад | 2015/16. | Прва лига Србије   | 10  | 1 | —  | — | — | — | — | — | 10  | 1 |  |  |
| Пролетер Нови Сад | 2016/17. | Прва лига Србије   | 27  | 0 | 1  | 0 | — | — | — | — | 28  | 0 |  |  |
| Пролетер Нови Сад | Укупно   | Укупно             | 37  | 1 | 1  | 0 | — | — | — | — | 38  | 1 |  |  |
|                   |          |                    |     |   |    |   |   |   |   |   |     |   |  |  |
| Војводина         | 2016/17. | Суперлига Србије   | 0   | 0 | 1  | 0 | 0 | 0 | — | — | 1   | 0 |  |  |
| Војводина         | 2017/18. | Суперлига Србије   | 9   | 0 | 1  | 0 | 0 | 0 | — | — | 10  | 0 |  |  |
| Војводина         | 2018/19. | Суперлига Србије   | 20  | 0 | 2  | 0 | — | — | — | — | 22  | 0 |  |  |
| Војводина         | 2019/20. | Суперлига Србије   | 0   | 0 | 0  | 0 | — | — | — | — | 0   | 0 |  |  |
|                   |          |                    |     |   |    |   |   |   |   |   |     |   |  |  |
| Рад               | 2019/20. | Суперлига Србије   | 10  | 0 | —  | — | — | — | — | — | 10  | 0 |  |  |
| Рад               | 2020/21. | Суперлига Србије   | 32  | 2 | 1  | 0 | — | — | — | — | 33  | 2 |  |  |
| Рад               | Укупно   | Укупно             | 42  | 2 | 1  | 0 | — | — | — | — | 43  | 2 |  |  |
|                   |          |                    |     |   |    |   |   |   |   |   |     |   |  |  |
| Лијепаја          | 2021.    | Прва лига Летоније | 5   | 0 | 4  | 0 | 0 | 0 | — | — | 9   | 0 |  |  |
|                   |          |                    |     |   |    |   |   |   |   |   |     |   |  |  |
| Војводина         | 2021/22. | Суперлига Србије   | 15  | 1 | 2  | 0 | — | — | — | — | 17  | 1 |  |  |
| Војводина         | 2022/23. | Суперлига Србије   | 29  | 1 | 3  | 0 | — | — | — | — | 32  | 1 |  |  |
| Војводина         | 2023/24. | Суперлига Србије   | 11  | 0 | 1  | 0 | 2 | 0 | — | — | 14  | 0 |  |  |
| Војводина         | Укупно   | Укупно             | 84  | 2 | 10 | 0 | 2 | 0 | — | — | 96  | 2 |  |  |
|                   |          |                    |     |   |    |   |   |   |   |   |     |   |  |  |
| Каријера          | Каријера | Каријера           | 168 | 5 | 16 | 0 | 2 | 0 | — | — | 186 | 5 |  |  |
|                   |          |                    |     |   |    |   |   |   |   |   |     |   |  |  |

### Утакмице у дресу репрезентације
| Репрезентација Србије у узрасту до 20 година старости | Репрезентација Србије у узрасту до 20 година старости | Репрезентација Србије у узрасту до 20 година старости | Репрезентација Србије у узрасту до 20 година старости | Репрезентација Србије у узрасту до 20 година старости | Репрезентација Србије у узрасту до 20 година старости | Репрезентација Србије у узрасту до 20 година старости | Репрезентација Србије у узрасту до 20 година старости | Репрезентација Србије у узрасту до 20 година старости | Репрезентација Србије у узрасту до 20 година старости |
| #                                                     | Датум                                                 | Такмичење                                             | Локација                                              | Домаћин                                               | Резултат                                              | Гост                                                  | Реф.                                                  |                                                       |                                                       |
| ----------------------------------------------------- | ----------------------------------------------------- | ----------------------------------------------------- | ----------------------------------------------------- | ----------------------------------------------------- | ----------------------------------------------------- | ----------------------------------------------------- | ----------------------------------------------------- | ----------------------------------------------------- | ----------------------------------------------------- |
| 1.                                                    | 28. март 2017.                                        | Пријатељска утакмица                                  | Кућа фудбала, Стара Пазова                            | Србија                                                | 1 : 1                                                 | Украјина                                              | [ 17 ]                                                |                                                       |                                                       |
| 2.                                                    | 5. јун 2017.                                          | Пријатељска утакмица                                  | Лод                                                   | Израел                                                | 0 : 0                                                 | Србија                                                | [ 18 ]                                                |                                                       |                                                       |
| 3.                                                    | 9. јун 2017.                                          | Пријатељска утакмица                                  | Стадион Карађорђе, Нови Сад                           | Србија                                                | 3 : 1                                                 | Грчка                                                 | [ 19 ]                                                |                                                       |                                                       |
| 3                                                     | Укупан број утакмица и минута проведених на терену    | Укупан број утакмица и минута проведених на терену    | Укупан број утакмица и минута проведених на терену    | Укупан број утакмица и минута проведених на терену    | Укупан број утакмица и минута проведених на терену    | Укупан број утакмица и минута проведених на терену    |                                                       |                                                       |                                                       |